# کیسلئوزیورکا
کیسلئوزیورکا (به لاتین: Kiseleozyorka) یک منطقهٔ مسکونی در روسیه است که در استان آمور واقع شده‌است.